# Holenická (pera)
Holenická es el nombre de una variedad cultivar de pera europea Pyrus communis. Esta pera oriunda de República Checa variedad antigua de la que se desconocen sus parentales. La pulpa es firme, ligeramente jugosa, el sabor de la fruta es satisfactorio.

## Sinonimia
- "Hrušeň Holenická",[4][2]
- "Talašová".[5]

## Historia
La pera 'Holenická' es oriunda de la República Checa, variedad local de invierno, está incluida dentro de un gran grupo de variedades de peras que a su debido tiempo fueron importantes y actualmente se han quedado obsoletas. Proceden de plántulas cultivadas localmente, o no han alcanzado una gran distribución o no están ampliamente distribuidas y las empresas hortícolas las propagan solo como rarezas (surtido del mercado secundario ). Entre estas peras se incluye la variedad Holenická.

## Progenie
'Holenická' es el Parental-Padre de la variedades cultivares de pera:
- 'Amfora'

## Características
El peral de la variedad 'Holenická' crece con gran vigor, formando una copa estrecha con numerosos brotes. Tiene un tiempo de floración con flores blancas que comienza a partir del mes de abril; empieza a dar fruto temprano y da fruto abundante y bianual; variedad atractiva y fértil, variedad de invierno recomendada en todas las áreas de cultivo de la pera.
La variedad de pera 'Holenická'  tiene una talla de fruto pequeño (promedio 110g); forma cónica, turbinada alargada, con cuello poco acentuado asimétrico, contorno más bien regular, nervaduras en algunos frutos visibles; piel lisa, brillante, epidermis con color de fondo amarillo verdoso cuando madura a amarillo claro, con un sobre color rojo carmín intenso, importancia del sobre color alto, distribución del sobrecolor en chapa que cubre casi la totalidad de la piel y que cuando está el fruto maduro oscurece el tono del color a marrón, exhibe un punteado diminuto no muy visible, "russeting" (pardeamiento áspero superficial que presentan algunas variedades) muy débil a débil (1-15%); pedúnculo medio y fino, de color marrón oscuro con una protuberancia en su extremo, de inserción oblicua en una cavidad peduncular inexistente, con un abultamiento lateral donde se une al pedúnculo; anchura de la cavidad calicina pequeña y poco profunda, a veces moderadamente profunda, y con un borde elevado; ojo entreabierto o abierto. Sépalos largos, cerrados o semicerrados, ligeramente carnosos en su base.

Carne de color blanca-amarilla, la pulpa es firme, ligeramente jugosa, el sabor de la fruta es satisfactorio. Una pera muy buena para postre y para elaboración de perada.
La pera 'Holenická' es una pera de invierno tiene una época de recolección a principios de octubre, madura en febrero, en la cámara frigorífica aguanta aún más tiempo.

## Cultivo
Es resistente a las heladas, sufre de costra. Adecuado para posiciones cálidas. A menudo forma varios frutos en una inflorescencia, lo que significa que es necesario adelgazar los cogollos, lo que permite obtener frutos más grandes (vecería).

## Polinización
Esta variedad es autofértil es buen polinizador de otros árboles.